# Anna Karenina
För andra betydelser, se Anna Karenina (olika betydelser).
Anna Karenina (ryska: А́нна Каре́нина, Ánna Karénina) är en roman av Lev Tolstoj. Romanen skrevs mellan 1873 och 1877 och publicerades kapitelvis i den periodiska skriften Russkij Vestnik ('Ryske budbäraren') 1875–1877, varefter den 1878 samlades i bokform. Den första svenska översättningen publicerades 1885.
Anna Karenina är en av världslitteraturens främsta realistiska romaner och ett panorama över livet i Ryska kejsardömet under 1870-talet. Två av romanens huvudpersoner är aristokraten Konstantin Levin och furstinnan Anna Karenina, vilka gestaltas genom skilda livshållningar.

## Handling
Anna Karenina skildrar två historier jämsides och flera mindre sidohistorier, utspelade i Ryska kejsardömet under 1870-talet. Furstinnan Anna Kareninas passionerade, destruktiva och utomäktenskapliga förhållande med Vronskij, och det efterföljande sammanbrottet av familjen Karenin som kulminerar i Anna Kareninas självmord, står i kontrast till den balanserade tillvaro aristokraten Levin lyckas uppnå genom sitt lyckliga äktenskap med Kitty, sin religiösa övertygelse och sitt enkla lantliga liv. Sidohistorien om det brokiga äktenskapet mellan Annas bror Stiva och Kittys syster Dolly sammanbinder deras öden. De två huvudpersonerna Anna och Levin träffas endast vid ett tillfälle.
Den vackra Anna Karenina tillhör den högre societeten och lever i ett glädjelöst äktenskap med Strebern Karenin och deras son i Sankt Petersburg. På en bal i Moskva möter hon den elegante gardesofficeren greve Vronskij, och trots att hon stretar emot drivs hon av passion in i ett förhållande med honom. Även han, som bara tänkt sig en mondän förbindelse, rycks med och satsar allt på sin kärlek. Försöket misslyckas. Vronskij nöjer sig inte med en instängd tillvaro, och ju mer han försöker tillfredsställa sina intressen, desto svartsjukare blir hon. Den triumferande segern över fördomar, samhällsordning och förpliktelser slutar i tomhet, förebråelser och desperation. Utom sig av besvikelse och sorg kastar sig Anna under ett framrusande tåg.
Frieriet och det efterföljande lyckliga äktenskapet mellan Levin och Kitty skildras jämsides. Levin, Lev Tolstojs alter ego, glömmer inte sina förpliktelser gentemot andra och söker ständigt en mening med sitt liv. Hans sökande leder honom till klarhet först då han inser att varken förnuft, intellekt eller vetenskap kan ge livet mening. Endast tron på Gud och hans bud innebär ett tillfredsställande svar för honom, en uppenbarelse han får i det lantliga livet som bonde på sitt gods.

### Del 1
Anna Karenina inleds hemma hos adelsfamiljen Oblonskij i Moskva där allt är upp och nervänt sedan tre dagar, då furstinnan Darja Aleksandrovna Oblonskaja (Dolly) fått reda på att hennes make furste Stepan Arkadjevitj Oblonskij (Stiva) bedragit henne med deras barns franska guvernant. De har fem barn och Dolly har nu stängt in sig i sitt rum och vägrar prata med sin make.

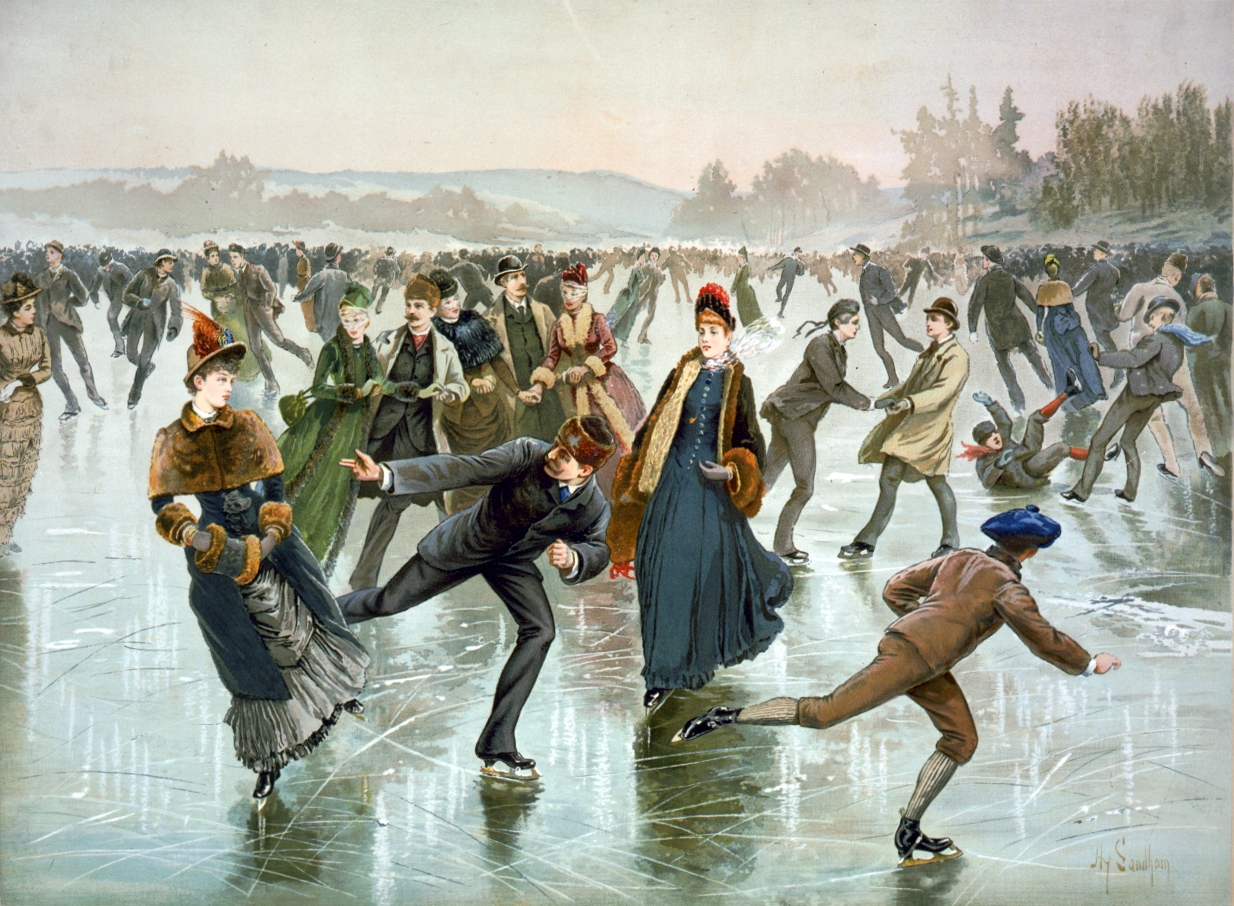
Skridskoåkning av Henry Sandham (1885).

Barndomsvännen aristokraten Konstantin Levin kommer förbi Stivas arbetsplats för att få råd angående sitt planerade frieri till furstinnan Jekaterina Aleksandrovna Sjtjerbatskaja (Kitty), Dollys yngre syster. Stiva föreslår att Levin träffar Kitty i zoologiska trädgården där hon ska åka skridskor. Vid skridskobanan träffar Levin Kitty som är där med sin mor, kusin och guvernant. Han blir bjuden till familjen Stjerbatskijs mottagning senare på kvällen. Stiva och Levin diskuterar Kitty över en restaurangmiddag, där Levin får reda på att greve Aleksej Kirillovitj Vronskij är rival om Kitty. Levin får rådet att fria till henne snarast, förslagsvis följande morgon.
Väl hemma våndas Kitty över sina båda friare, men väljer Vronskij. Hennes mor och far grälar över vem av dem som är lämpligast. På kvällen anländer Levin till mottagningen, där han hasplar fram sitt frieri till Kitty som blir hänförd och lycklig. Hon tänker då på Vronskij och svarar Levin att det är omöjligt. Strax därefter anländer fler personer och även Vronskij. Under en diskussion om spiritism föreslår Vronskij att Kitty gör honom följe till nästa veckas bal. Besviken lämnar Levin oförmärkt sällskapet för att hälsa på sin alkoholiserade bror Nikolaj Levin, som han inte träffat på länge, och som är i konflikt med halvbrodern Sergej Ivanovitj. Levin tar därefter tåget hem till sitt gods ute på landet.

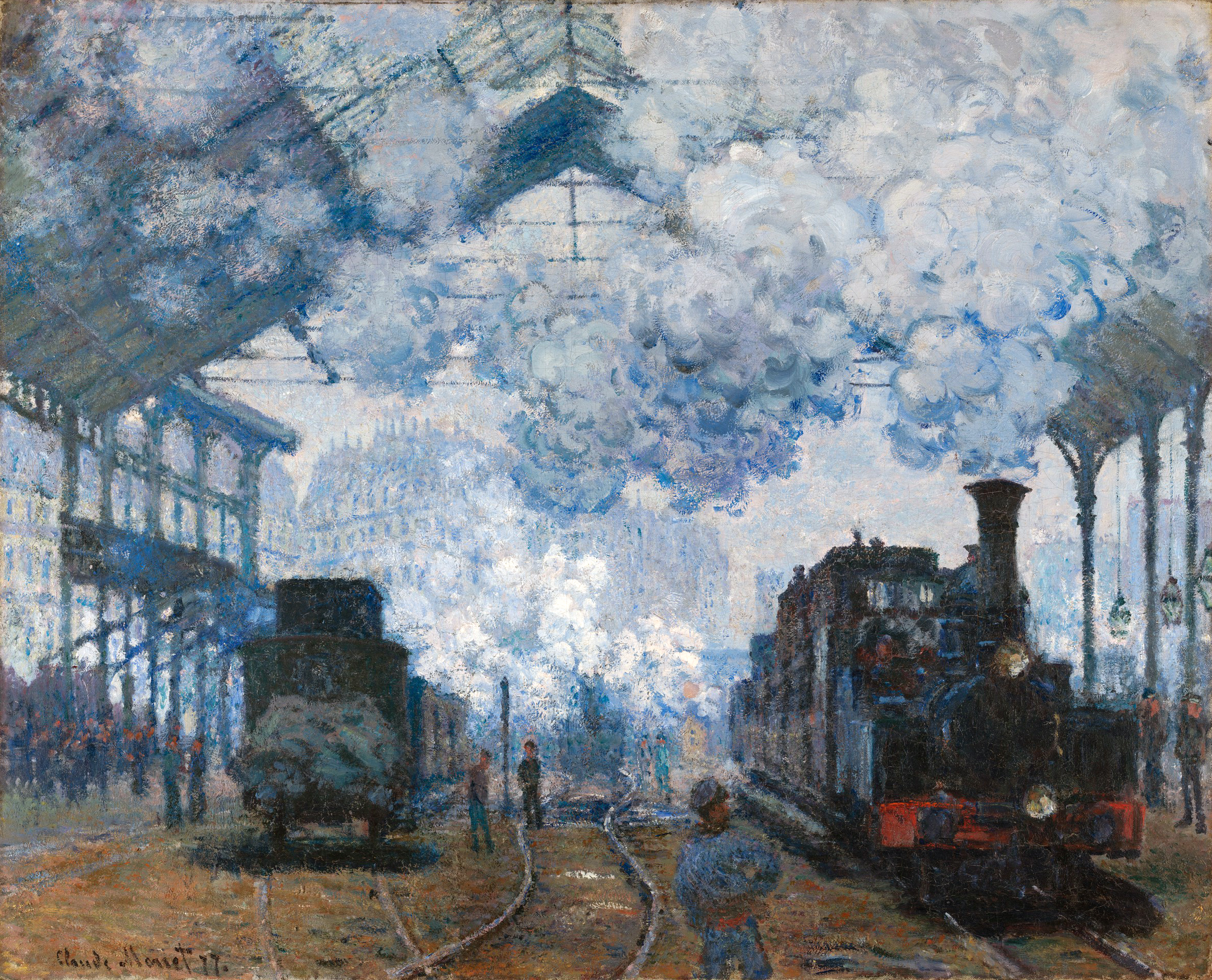
Gare Saint-Lazare: Tåg anländer av Claude Monet (1877).

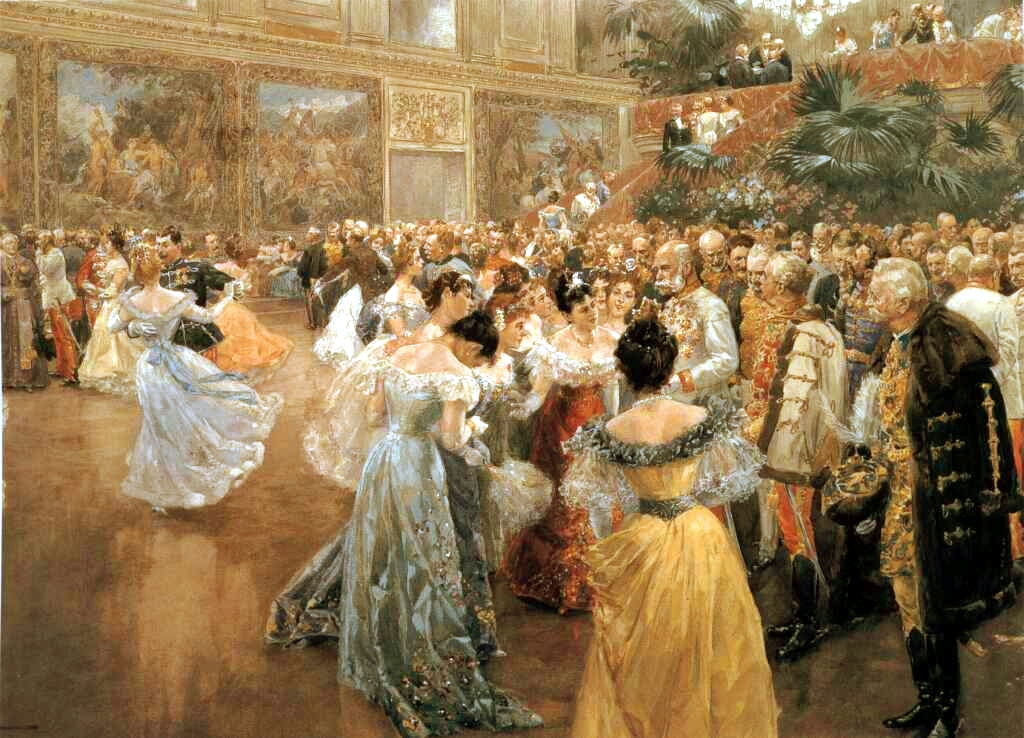
Bal på Hofburg i Wien av Wilhelm Gause (1900).

Följande dag hämtar Vronskij sin mor grevinnan Vronskaja vid järnvägsstationen, där han också träffar och blir hänförd av furstinnan Anna Karenina som har varit hans mors sällskap under tågresan från Sankt Petersburg. Anna hämtas av sin bror Stiva. En stationsvakt kläms till döds i en olycka med tåget och Vronskij ger änkan 200 rubel. Hemma hos familjen Oblonskij lyckas Anna övertyga Dolly om att förlåta sin make Stiva. Kitty kommer förbi på middag och föreslår att Anna följer med till balen, där Kitty är debutant, vilket Anna med tvekan går med på. De dansar vals, kadrilj och kotiljong. Till Kittys bestörtning väljer Vronskij att dansa mazurkan med Anna, och hon ser att de förälskas.
Anna tror inte att det kan bli något av affären mellan henne och Vronskij, och för att undvika Vronskij tar hon tåget hem till Sankt Petersburg följande dag. Det visar sig att Vronskij tagit samma tåg och de träffas återigen, och blir upphetsade av varandra, innan de skiljs åt vid ankomsten där Anna hämtas av sin make Aleksej Aleksandrovitj Karenin.
| ”                                                   | Vronskij följde efter konduktören till vagnen och i dörren till kupén stannade han för att släppa fram en dam som var på väg ut. Med en världsmans invanda väderkorn kunde Vronskij med en enda blick på damens yttre avgöra att hon tillhörde den högre societeten. Han ursäktade sig och skulle just gå in i kupén, men kände ett plötsligt behov av att ta sig ännu en titt på henne – inte därför att hon var mycket vacker, inte på grund av den elegans och försynta grace som präglade hela hennes gestalt, utan därför att det hade funnits något alldeles särskilt mjukt och ömsint över uttrycket i hennes tilldragande ansikte då hon gick förbi honom. När han såg sig om vände också hon på huvudet. Hennes glänsande grå ögon, som såg mörka ut på grund av de täta ögonfransarna, stannade vänligt och uppmärksamt en stund vid hans ansikte, som om hon tyckte sig känna igen honom, men sökte sig sedan omedelbart ut mot folkmassan, som letade hon efter någon. Under denna korta blick hann Vronskij lägga märke till den tillbakahållna livlighet som spelade över hennes ansikte och fladdrade fram och tillbaka mellan de glänsande ögonen och de röda läpparna, som kröktes av ett knappt märkbart leende. Det var som om hela hennes varelse svämmade över av ett övermått av något som, oberoende av hennes vilja, kom till uttryck än i blickens glans, än i leendet. Hon försökte medvetet dämpa ljuset i sina ögon, men då bröt det ändå fram genom det knappt märkbara leendet. | „ |
| – Anna Karenina (1.18.1), översättning Ulla Roseen. | |   |

### Del 2
Under vintern och våren är Kitty sjuk och mager efter Vronskijs svek. Familjen Sjtjerbatskij låter olika läkare undersöka henne. De rekommenderar ökat näringsintag. Dolly föder en dotter och hennes dotter Lilly har scharlakansfeber, men Kitty flyttar ändå hem till sin syster. Kittys hälsotillstånd blir inte bättre och familjen Sjtjerbatskij reser till en kurort i Tyskland. Där träffar hon Varenka som hon beundrar för hennes pietism. Kitty försöker efterlikna Varenka men upplever det sedan som hyckleri. Framåt våren hälsar Stiva på Levin på hans gods på landet. Levin planerar arbetet med jordbruket och försöker glömma sin förälskelse i Kitty. Under en morkullejakt får Levin reda på Kittys försämrade hälsa och hennes vistelse utomlands.

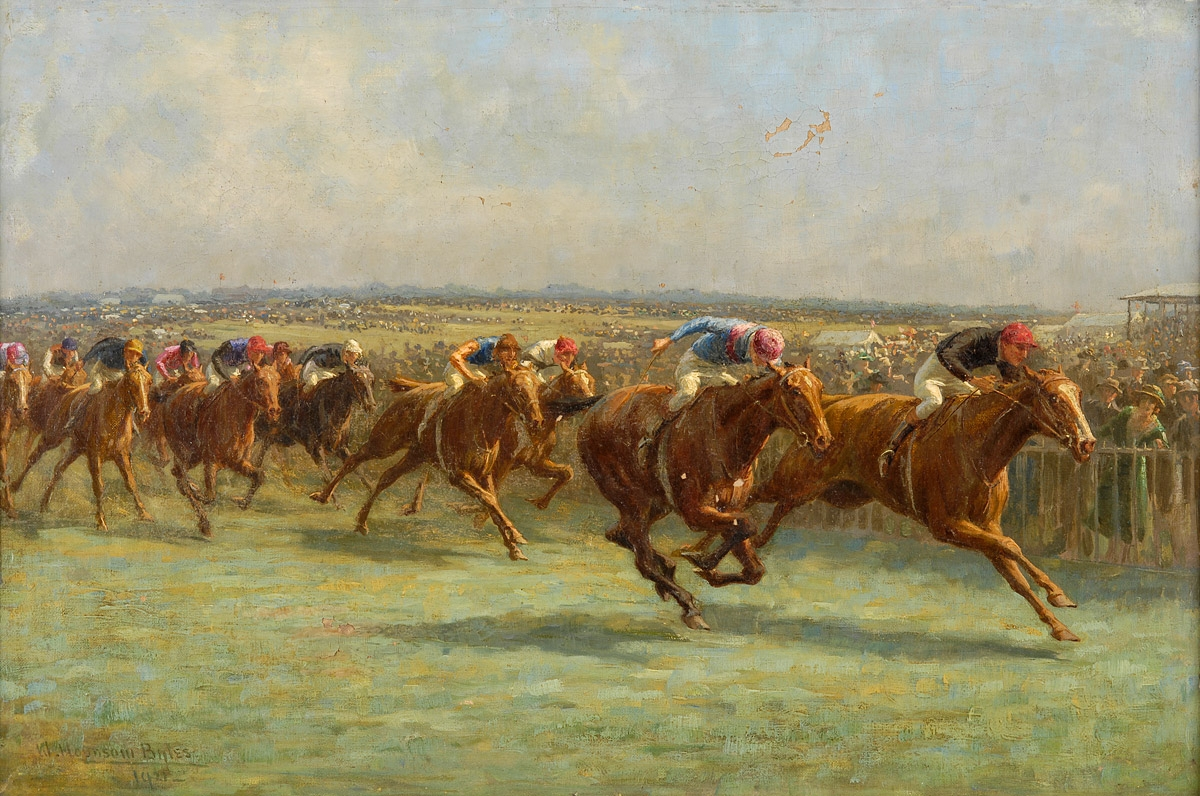
Målgång av William Hounson Byles.

Anna möter Vronskij vid flera tillfällen i det petersburgska sällskapslivet och hon upplever en upphetsande glädje vid dessa tillfällen. De ses särskilt ofta hemma hos Vronskijs kusin furstinnan Jelizaveta Fjodorovna Tverskaja (Betsy). Vronskij och Betsy träffas på teatern där de diskuterar hans passion till Anna. Karenin försöker bortse från de allt mer ihärdiga ryktena om hans hustru Annas förhållande med Vronskij. Några timmar innan Vronskij ska delta i en hinderritt berättar Anna att hon är gravid med hans barn. Under loppet rider Vronskij det engelska stoet Frou-Frou och är i ledning efter sista hindret, då han råkar sätta sig hårt i sadeln och bryter ryggraden på hästen, som segnar ner och därefter avlivas genom att skjutas. Annas make Karenin konfronterar hennes upprördhet över Vronskijs olycka, och hon bekänner för honom att hon är Vronskijs älskarinna.

### Del 3

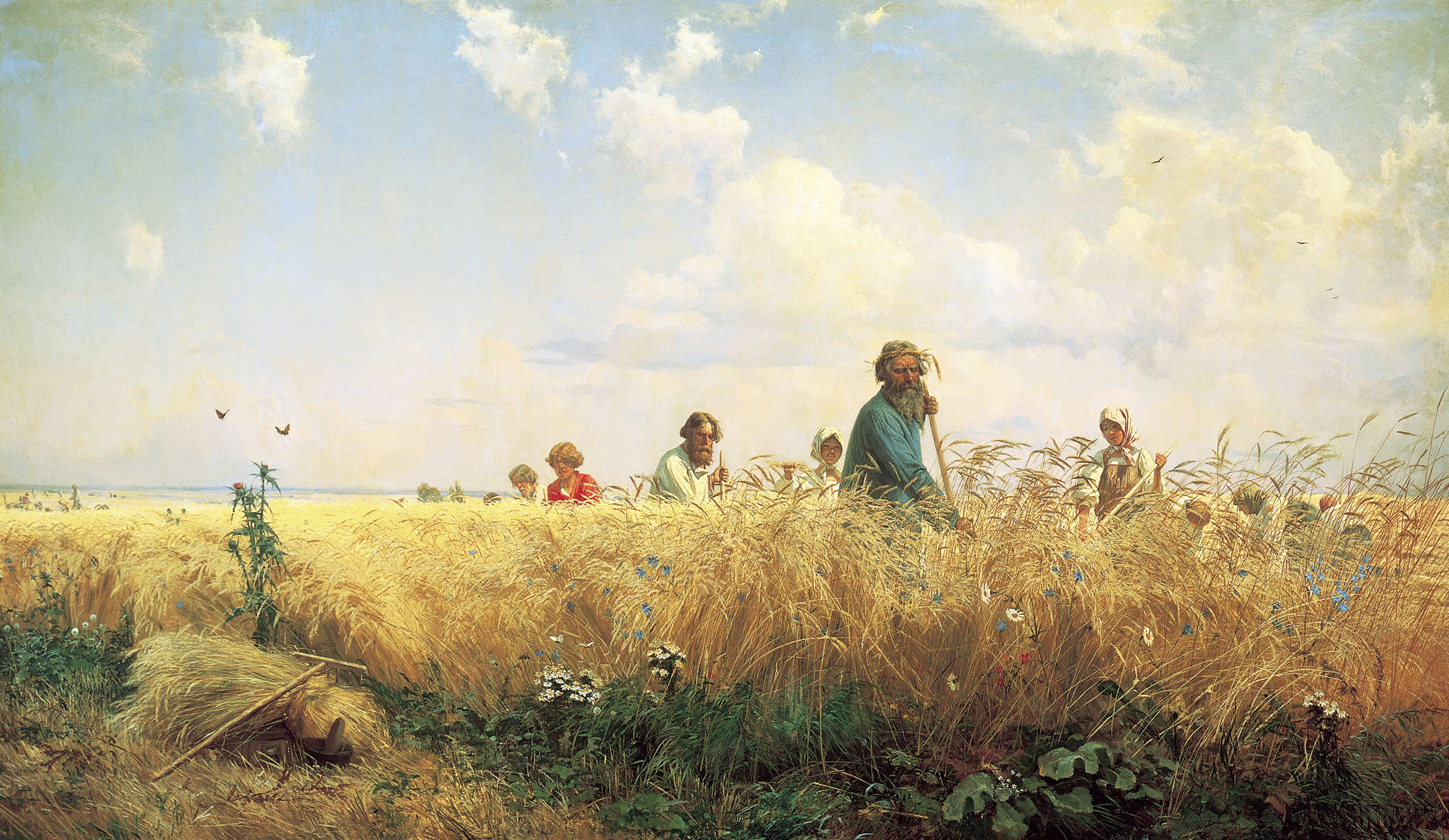
Skördetid av Grigorij Mjasojedov (1887).

Levin ägnar mycket tid och arbete till att reformera jordbruket på sitt gods. Han läser en hel del litteratur om jordbruk och nationalekonomi, och jämför reformerna som sker i Europa, men hans båda bröder håller inte med honom. Levin deltar även i slåtterarbetet där det fysiska arbetet ger honom tillfredsställelse. Han försöker effektivisera jordbruket genom att göra bönderna till delägare, men de misstror honom och vill inte heller modernisera arbetet med nya redskap. En dag hälsar Levins bror Nikolaj på, och han är döende av bland annat långvarigt alkoholmissbruk.
För att minska familjens utgifter flyttar Dolly till Jergusjovo, ett gods som ingick i hennes hemgift. Hon drömmer om det lantliga livet, men upplever den första tiden som mycket besvärlig då löftet från hennes make Stiva, som nu arbetar i Sankt Petersburg, att det är fint som ett ’dockskåp’ knappast är uppfyllt. Levin som bor i närheten hälsar på. En dag när Levin går från arbetet på ängen till byn ser han Kitty åka förbi på vägen i ett fyrspann.
Karenin funderar mycket på hur han ska rädda sin heder efter att hans hustru Anna bedragit honom. Han utesluter både skilsmässa och duell med Vronskij. Han bestämmer sig för att äktenskapet ska upprätthållas och meddelar Anna per brev. Anna hade övervägt att resa iväg med deras son Serjozja, men hon känner sig tvingad att stanna trots Vronskijs förslag på skilsmässa.

### Del 4

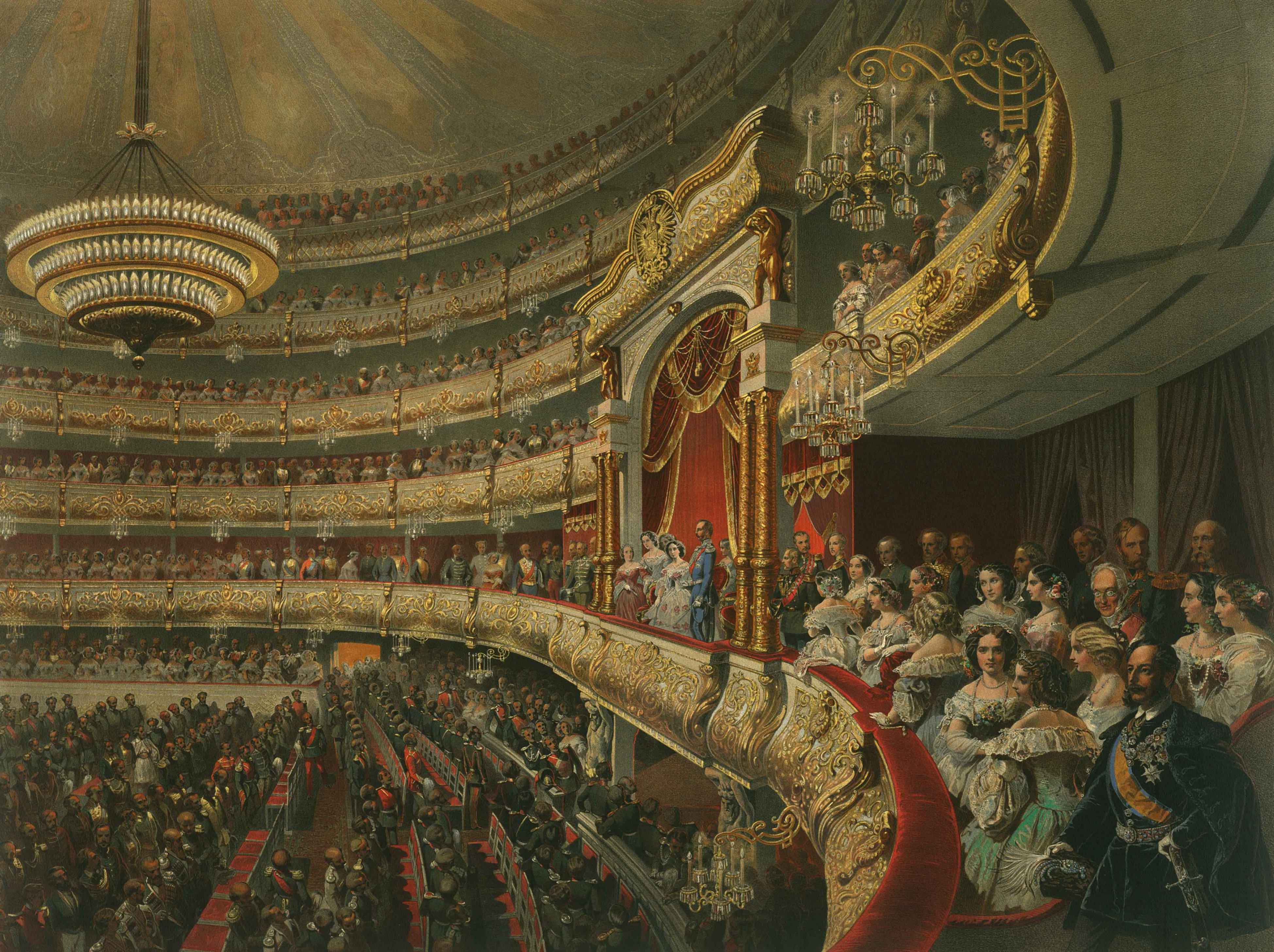
Föreställning på Bolsjojteatern av Mihály Zichy (1856).

Stiva bedrar sin hustru Dolly ännu en gång genom att inleda en relation med en balettdansös på Bolsjojteatern. Utöver Karenin och andra bekanta bjuder han Kitty och Levin till en mottagning där de åter träffas och förälskas.
Anna ber Vronskij besöka henne i hemmet, vilket hennes make Karenin uttryckligen undanbett, och av en händelse träffas maken och Vronskij i dörröppningen. Karenin går till en advokat och begär skilsmässa och som bevis tar han sin hustrus och Vronskijs kärleksbrev.
Anna föder hennes och Vronskijs dotter som de döper till Anna (Annie). Efter förlossningen blir hon svårt sjuk i barnsängsfeber och man förmodar att hon kommer att dö. Karenin förlåter både sin hustru och Vronskij, och hon tillfrisknar. Han tar också ansvar för Annie som utan hans hjälp knappast hade överlevt. Karenin fullföljer inte skilsmässan som Anna vägrar gå med på. Vronskij känner sig förödmjukad och efter tre sömnlösa nätter skjuter han sig med en revolver. Han missar hjärtat och överlever efter att ha svävat mellan liv och död under några dagar.

### Del 5

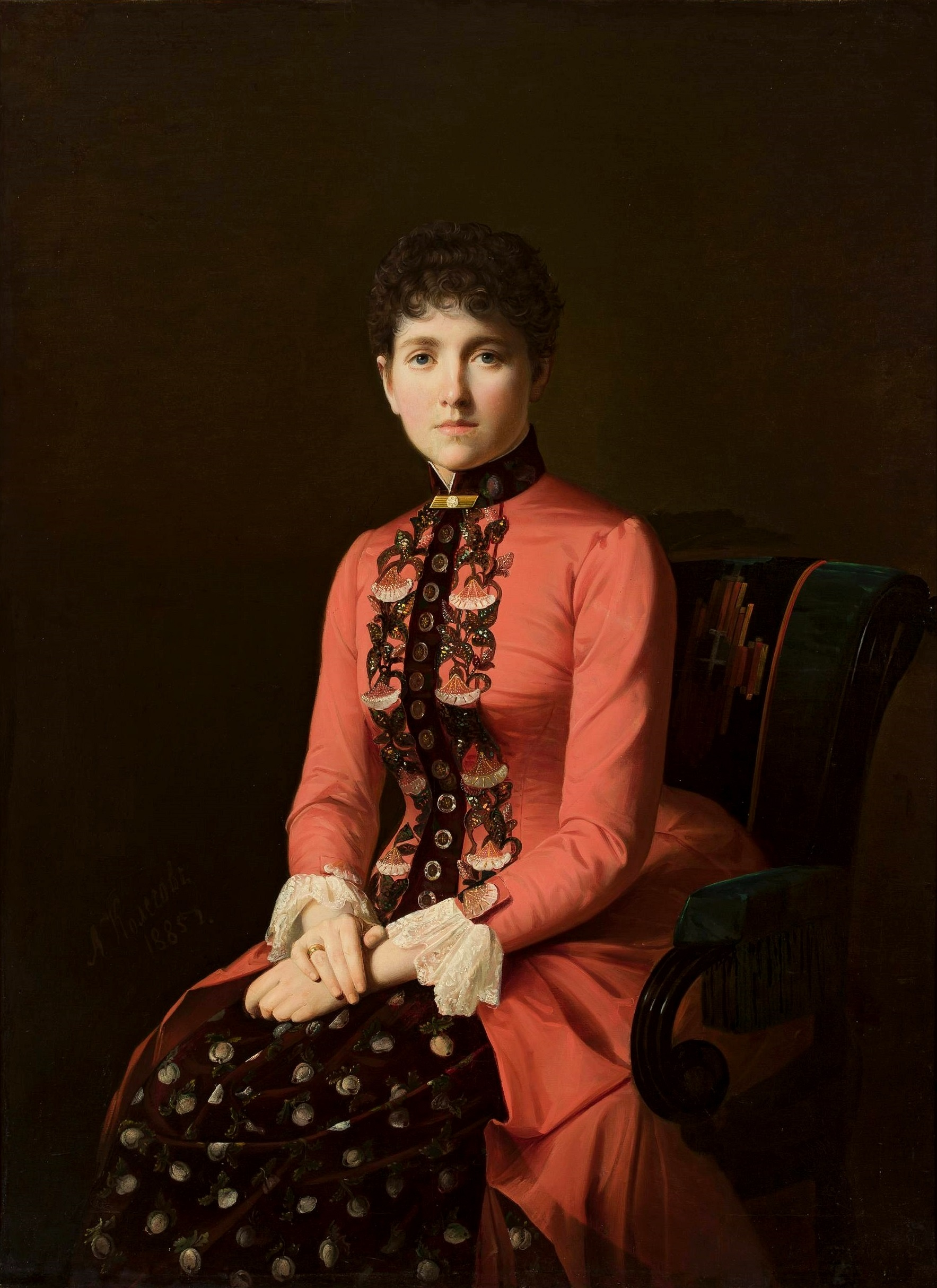
Porträtt av ung dam (Anna Karenina) av Aleksej Kolesov (1885).

Under våren reser Anna och Vronskij runt i Europa. I Italien besöker de Venedig, Rom och Neapel innan de hyr ett rum i en liten stad. Där träffar de en rysk konstnär Michajlov som målar ett porträtt av Anna. Tillvaron blir dock långtråkig efter en tid och de reser tillbaka till Ryssland.
Levin och Kitty gifter sig och flyttar till Levins gods på landet. De är stressade och grälar en del under de första månaderna, men försonas. Levin känner sig inte lika produktiv i sitt arbete som när han var ungkarl och upplever att äktenskapet tar mycket tid. Han upplever också att Kitty ägnar mycket möda åt småsaker såsom inredning. De får reda på att Levins bror Nikolaj är döende och reser till landsortshotellet där han ligger till sängs. Levin vill till en början inte att Kitty följer med, men hon övertygar honom och visar sig vara mycket händig i den svåra och utdragna situationen med brodern som innan han dör får sista smörjelsen. Kitty kräks en morgon och man upptäcker att hon är gravid.
Karenin lever ensam i Sankt Petersburg med sin son Serjozja. Lidija Ivanovna fattar tycke för honom. När Anna är tillbaka i Sankt Petersburg tar hon och Vronskij in på hotell. Anna vill väldigt gärna träffa sin son Serjozja, men Lidija avstyr detta. Anna besöker därefter Karenins hem, trots att hon har lovat att inte göra detta, och träffar då både Serjozja och Karenin. Anna vill åter bli en del av societeten och bestämmer sig för att besöka en teaterföreställning. Vronskij försöker övertala henne, men kan inte förklara varför societeten skulle utmanas av hennes teaterbesök. Väl där förolämpas hon av tidigare vänner och hon återvänder därför hem innan föreställningen är slut. Följande dag reser Anna och Vronskij till hans familjegods Vozdvizjenskoje.

### Del 6
Dolly, som är missnöjd med sitt eget fallfärdiga gods, tillbringar med sina barn sommaren hos sin syster Kitty och Levin på deras gods i Pokrovskoje. Även Varenka och Sergej Ivanovitj är där. En dag kommer Stiva förbi med en stilig ung vän, Vasenka Veslovskij, syssling till Stjerbatskijs och ”en utmärkt grabb och en passionerad jägare” som Stiva uttrycker det. Vasenka flörtar med Kitty vilket gör Levin svårt svartsjuk, men senare ber Levin ändå Kitty om ursäkt för sitt utbrott.

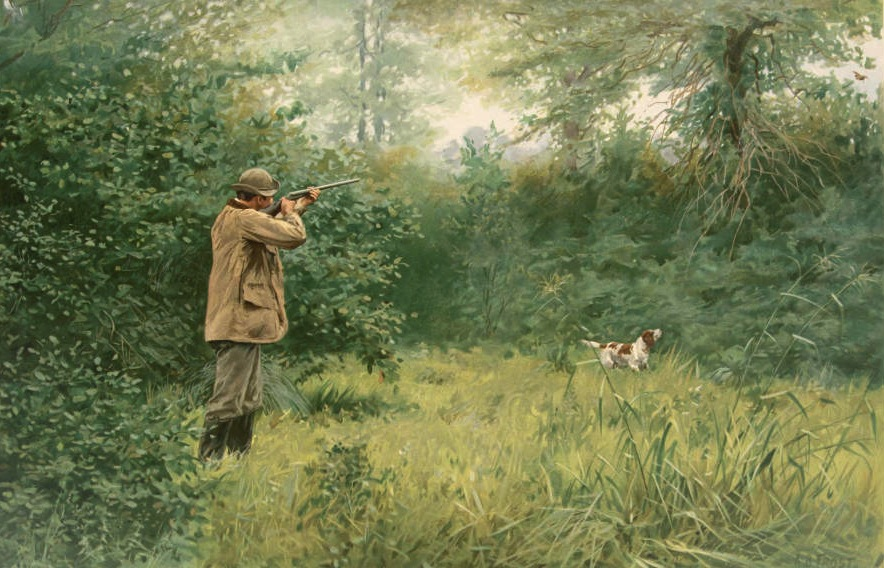
Sommarmorkulla av A. B. Frost (1895).

Följande dag går Levin, Stiva och Vasenka på fågeljakt. Levin finner att Vasenka trots allt är trevlig, vänlig och gladlynt, men han irriteras över att Vasenka av misstag bränner av ett jaktgevärsskott som hade kunnat döda någon av dem, kör fast deras vagn med hästar i ett kärr, och dessutom glupskt tillsammans med Stiva äter upp all proviant i förtid. Under övernattningen i en stuga är Stiva otrogen med några bondflickor de träffar på, vilket Stiva motiverar med att hans hustru Dolly ändå inte vet om det. Väl hemma igen flörtar Vasenka återigen med Kitty, vilket leder till att Levin i vredesmod ber honom lämna dem. Familjen Levin flyttar därefter till Moskva inför Kittys nedkomst.
Dolly reser för att hälsa på Anna och Vronskij på deras gods där hon träffar Anna, Veslovskij, furstinnan Varvara, Oblonskaja och Levins vän Svijazjskij. Dolly imponeras av den nya mycket påkostade europeiska lyxen och skäms över sina egna lappade och lagade kläder. Anna presenterar sin dotter Annie, som Dolly avundar, men hon förvånas över att Anna knappt verkar engagera sig i sitt barn. Under ett förtroligt samtal med Anna försöker Dolly övertyga henne om att be sin make Karenin om skilsmässa, något han tidigare har utlovat.
I oktober besöker Vronskij Kasjin för val av adelsmarskalkar i guvernementet. Levin är också närvarande. Anna är förtvivlad över sin brist på frihet, och skickar ett brev till Vronskij där hon påstår att deras dotter Annie är mycket sjuk. Vronskij avbryter sin resa och tar första tåget hem, där han uttrycker sin kärlek till henne. I slutet av november skriver Anna ett brev till sin make Karenin och ber om skilsmässa. Hon och Vronskij reser till Moskva, där de bosätter sig som äkta makar i väntan på Karenins svar.

### Del 7

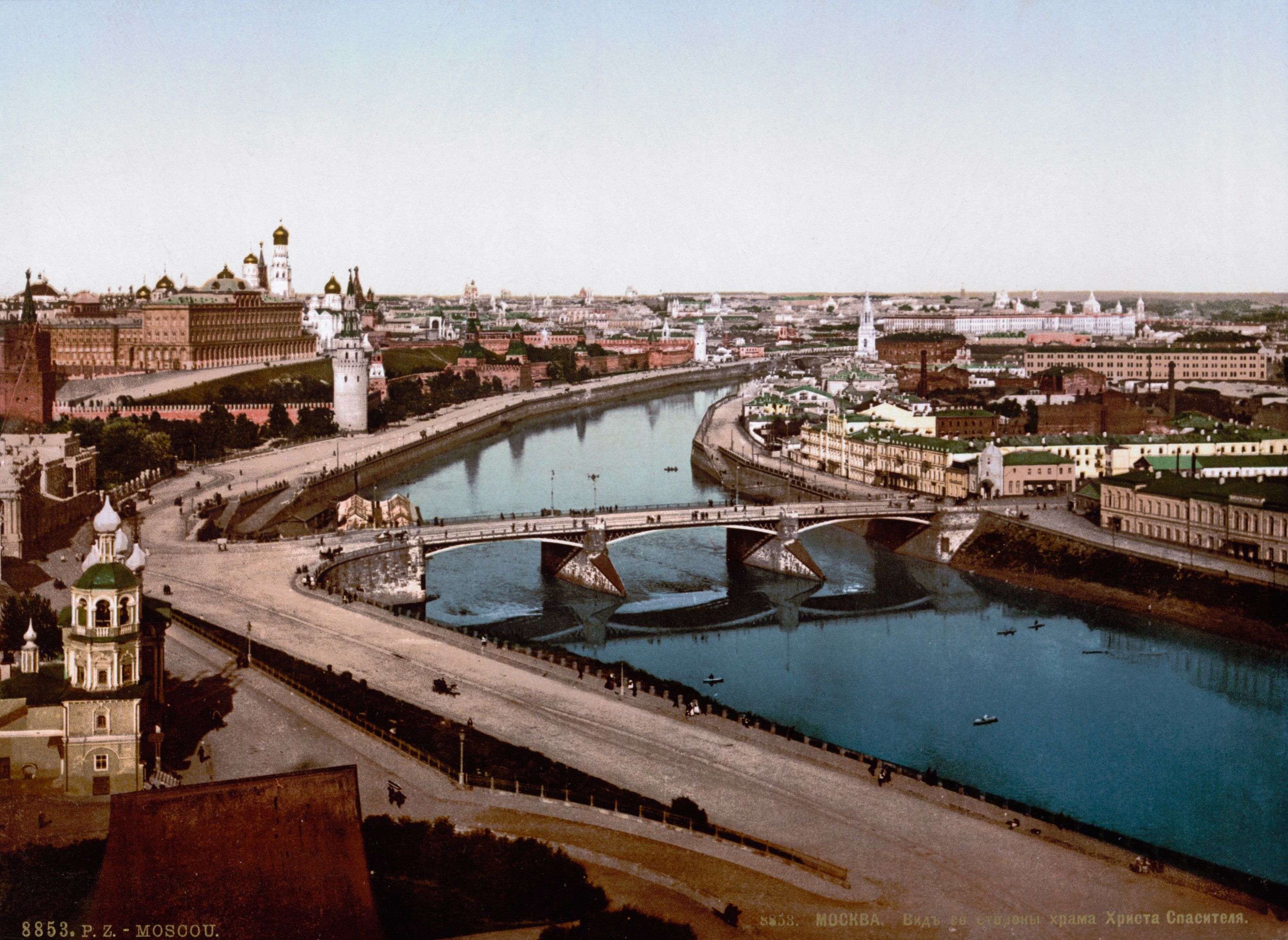
Vykort av Moskva under 1800-talet.

Levin trivs inte särskilt bra i stadsmiljön i Moskva där han mestadels är sysslolös och utgifterna är höga. Tillsammans med Stiva och Vronskij besöker Levin en herrklubb där de spelar biljard och kort. Levin kommer fram till att han tycker att hans forna rival Vronskij trots allt är trevlig. Stiva föreslår att Levin träffar Anna, som han inte mött tidigare. Kitty blir svartsjuk när Levin berättar om Anna, som omedvetet hade gjort vad hon kunnat för att få Levin förälskad i henne. När Vronskij kommer hem är Anna kylig och fientlig över hans frånvaro och säger att hon är nära en fruktansvärd katastrof och är rädd för sig själv. Vronskij blir allt mer kyligare gentemot Anna.
Levin förvånas över hur han börjar trivas med sitt nya vidlyftiga stadsliv. En natt börjar Kittys värkar, och Levin försöker frustrerad få tag i en doktor. Under det följande dygnet är Levin förvirrad och när doktorn säger att ”det är snart över” övertygas Levin om att Kitty kommer att dö under förlossningen. Strax därpå föder Kitty en son och båda mår utmärkt, vilket gör Levin outsägligt lycklig. Levin får trots detta blandade känslor för sin son.
Stiva hälsar på Karenin och på väg ut träffar han Serjozja som påstår att han inte minns sin mor Anna. Karenin besöker fransmannen Jules Landau, som är synsk och i sömnen ger Karenin rådet att avslå Annas begäran om skilsmässa. Karenin förmedlar sitt beslut till Stiva som telegraferar Vronskij.
Förhållandet mellan Anna och Vronskij försämras när Anna blir allt mer svartsjuk och paranoid. Hon anklagar Vronskij för att han inte längre älskar henne och bedrar henne. Hon vet att beskyllningarna är orättvisa men hon kan inte längre kontrollera sina känslor. De grälar över kvinnors rättigheter och kvinnoutbildning, vilka Vronskij förkastar. Anna vill omedelbart lämna Moskva och resa till godset på landet, men Vronskij vill först uträtta ett ärende för sin mor. Under hans frånvaro blir Anna rasande men hon ångrar sig och bestämmer sig för att möta honom på järnvägsstationen. Väl där kliver hon i förvirring på ett tåg som hon därefter kliver av. Plötsligt tänker hon på stationsvakten som blev överkörd samma dag som hon träffade Vronskij. Strax därpå kastar sig Anna under vagnarna på ett inkommande tåg och ber till Gud om förlåtelse. Hon grips då av fasa och vill resa sig tillbaka men hennes motstånd är hopplöst.

### Del 8

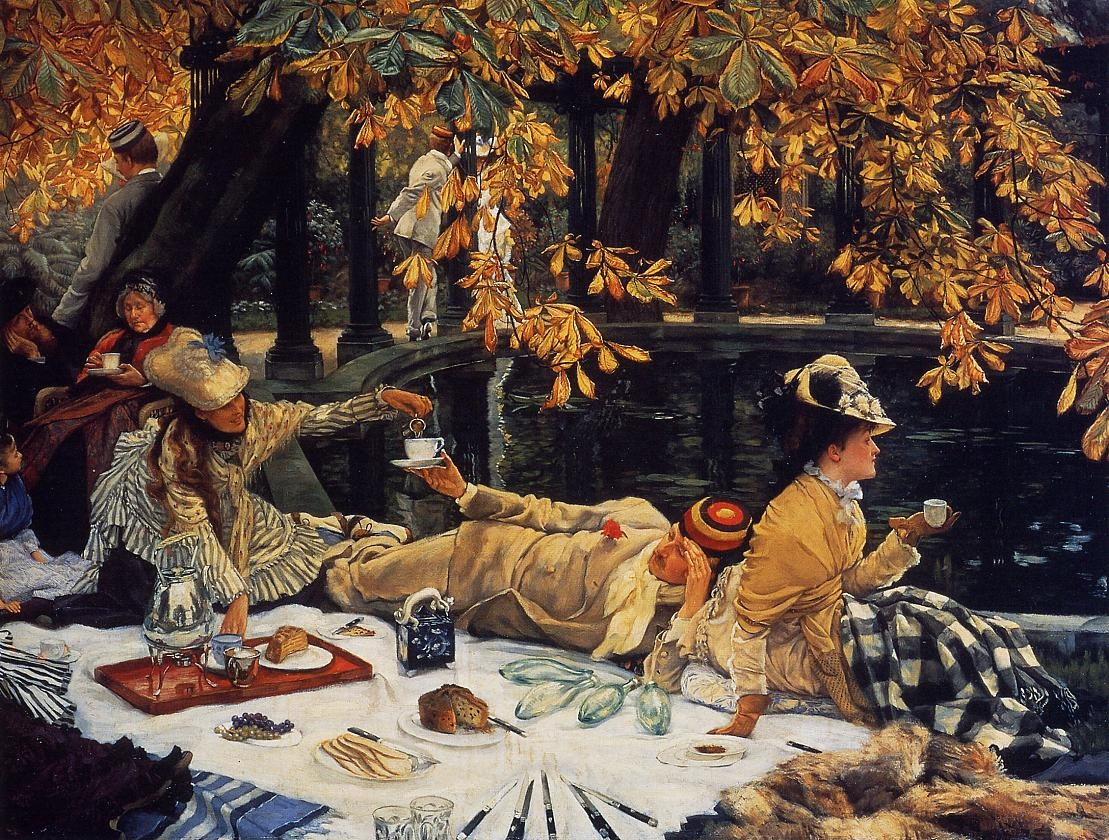
Semester av James Tissot (1876).

Karenin tar över vårdnaden av Annie, Anna och Vronskijs dotter. Två månader efter Annas död ger sig Vronskij iväg som frivillig i det Rysk-turkiska kriget tillsammans med en skvadron på egen bekostnad. På tåget träffar Sergej Ivanovitj Vronskijs mor Vronskaja, som säger att Anna var ”en dålig kvinna” som ”störtade sig själv i fördärvet tillsammans med två utmärkta män — sin egen make och min stackars son”. Sergej Ivanovitj träffar även Vronskij som säger att ”som redskap kan jag kanske komma till någon nytta, men som människa är jag ett vrak”.
Levin söker efter meningen med livet och läser stora mängder filosofisk litteratur. Sergej Ivanovitj och Dolly med barn besöker Levin och Kitty och deras son Mitia. Levin hittar inget svar under sitt plågofyllda grubblande, och fruktar därför självmord, men i bondelivet grips han av en ny glädjefylld känsla och uppenbarelse över att han är troende. Under en picknick som Levin ordnar vid sin bigård drar ett åskväder över. Kitty, som ammar Mitia i skuggan i skogen, blir lämnad kvar och Levin hittar henne då en blixt slår ned strax bredvid. Oskadda men dyblöta tar de sig tillbaka till huset, och till Kittys glädje inser Levin nu hur mycket han även älskar sin son.

## Personer
De ryska namnen består av tre delar: förnamn, fadersnamn och familjenamn. Fadersnamnet och familjenamnet böjs i maskulinum och femininum, som exempelvis Karenin — Karenina. Bland släkt och vänner används diminutivformer av förnamnet, vilka här anges inom parentes, som exempelvis Kostia av Konstantin. Även fadersnamnet har en vardaglig kortform, som exempelvis Arkadjitj av Arkadjevitj.
Under senare delen av 1800-talet blev det i Ryssland modernt med engelska namnformer. Furst Sjtjerbatskijs döttrar kallas Dolly, Natalie och Kitty men heter officiellt Darja, Natalja och Jekaterina.

### Viktiga personer
- Anna Arkadjevna Karenina — född furstinna Oblonskaja.
- Aleksej Aleksandrovitj Karenin — hög ämbetsman inom justitieministeriet i Sankt Petersburg, fredsdomare, Annas make.
- Sergej Aleksejevitj (Serjozja, Kutik) — Anna och Aleksejs son.

- Stepan Arkadjevitj Oblonskij (Stiva) — furste, ämbetsman vid en av Moskvas underdomstolar, Annas bror.
- Darja Aleksandrovna Oblonskaja (Dolly, Dasja, Dasjenka, Dollenka) — furstinna, äldst av de tre systrarna Sjtjerbatskij, Stepans hustru.
- Grisja — Oblonskijs yngste son.
- Lilly — Oblonskijs dotter.
- Tanja (Tanjurotjka) — Oblonskijs äldsta dotter.

- Aleksandr Dmitrijevitj Sjtjerbatskij — furste.
- Sjtjerbatskaja — Aleksandrs hustru.
- Jekaterina Aleksandrovna Sjtjerbatskaja (Katerina, Kitty, Katia, Katenka) — furstinna, yngst av systrarna Sjtjerbatskij, senare Konstantin Levins hustru.

- Konstantin Dmitrijevitj Levin (Kostia) — godsägare, make till Kitty.
- Nikolaj Dmitrijevitj Levin (Nikolenka) — Konstantins bror.

- Sergej Ivanovitj Koznysjev — halvbror till Konstantin och Nikolaj Levin.

- Aleksej Kirillovitj Vronskij (Aljosja) — greve, officer, Annas älskare.
- Aleksandr Kirillovitj Vronskij — Aljosjas bror.
- Vronskaja — grevinna, Vronskijs mor.
- Varvara (Varja) — född furstinna Tjirkova, Aleksandr Vronskijs hustru.

- Natalja Aleksandrovna Lvova (Natalie) — född Sjtjerbatskaja, Dolly och Kittys syster.
- Arsenij Lvov — Natalies make.

- Agafja Michajlovna — Levins tidigare barnsköterska, nu hans hushållerska.
- Jasjvin — kapten, furste, vän till Vronskij.
- Fjodor Vasiljevitj Katavasov — vän till Levin.
- Lidija Ivanovna — grevinna, väninna till Karenin.
- Marja Nikolajevna (Masja) — väninna till Nikolaj Levin.
- Nikolaj Ivanovitj Svijazjskij — adelsmarskalk i Surovdistriktet, vän till Levin.
- Jelizaveta Fjodorovna Tverskaja (Betsy) — furstinna, väninna till Anna, Vronskijs kusin.
- Varvara Andrejevna (Varenka) — Kittys väninna.
- Vasenka Veslovskij (Vaska) — Stivas vän.

### Historiska personer
- Kristina Nilsson — svensk operasångerska.[18]
- Alexander II av Ryssland — rysk tsar, kung av Polen och storfurste av Finland från 1855.[21]
- Adelina Patti — italiensk-amerikansk sopran.[26]
- Pauline Lucca — österrikisk operasångerska.[30]

## Filmatiseringar i urval
- 1927 — Anna Karenina, film med den svenska filmstjärnan Greta Garbo i titelrollen.
- 1935 — Anna Karenina, film där Greta Garbo åter spelar titelrollen, nu i en ljudfilm.
- 1948 — Anna Karenina, film med Vivien Leigh i titelrollen.
- 1977 — Anna Karenina, TV-serie producerad av BBC med Nicola Pagett i titelrollen.
- 1985 — Anna Karenina, TV-film med Jacqueline Bisset i titelrollen.
- 2012 — Anna Karenina, film med Keira Knightley i titelrollen.